# Kasempa
Kasempa è una città dello Zambia, parte della Provincia Nord-Occidentale e capoluogo del distretto omonimo. Amministrativamente è formata da diversi comuni facenti parte della circoscrizione elettorale (constituency) di Kasempa.